# ガヴリイル・ポポーフ
ガヴリイル・ニコラーエヴィチ・ポポーフ（ロシア語: Гаврии́л Никола́евич Попо́в, ラテン文字転写: Gavriil Nikolayevich Popov 1904年9月12日 ノヴォチェルカスク – 1972年2月17日 レーピノ）は、ソビエト連邦の作曲家。

## 略歴
1922年から1930年までレニングラード音楽院でニコラーエフ、シテインベルク、ウラディーミル・シチェルバチョフらに師事。ピアノ曲《表現》作品1がアルノルト・シェーンベルクに献呈されているように、ブゾーニや新ウィーン楽派の影響のもとに作曲家として活動に入る。大胆な才気においてショスタコーヴィチにも匹敵すると認められ、《室内交響曲 （またはフルート、トランペット、クラリネット、ファゴット、ヴァイオリン、チェロとコントラバスのための七重奏曲）ハ長調》や無調的な《交響曲第1番》は、進歩的な作品としてセンセーショナルな成功を収めた。
やがてショスタコーヴィチのように当局と衝突して、より伝統的な音楽語法で作曲するに至ったことは、驚くに当たらない。アルコール依存症に陥ったにもかかわらず、多数の管絃楽曲を作曲し、6つの交響曲を完成させた。作品の多くは、ソヴェト体制の制約のもとに作曲され、当局によって規定されたような、日常生活の描写や共産党の英雄への歓呼の声となっている。たとえば交響曲第2番は《祖国》、交響曲第4番は「祖国を称えて」と副題が添えられ、カンタータは「同志の讃歌」と題されている。ポポーフはまた映画音楽も手懸けた。

## 主要作品

### 歌劇
- 鋼鉄の騎手 (1937)
- リア王 (1942)
- アレクサンドル・ネフスキー (未完)

### 交響曲
- 交響曲第1番 作品7 (1935)
- 交響曲第2番「祖国」 作品39 (1943)
- 交響曲第3番「英雄」（または「スペイン」） 作品45
- 交響曲第4番「わが祖国の栄光」 作品47 (1949）
- 交響曲第5番「田園」 作品77 (1956)
- 交響曲第6番「祝祭」 作品99 (1969)
- 交響曲第7番(未完)

### 協奏曲
- ヴァイオリンと弦楽のための協奏的詩曲 作品17 (1937)
- ヴァイオリン協奏曲
- ピアノ協奏曲 作品24
- チェロと管弦楽のための交響的アリア 作品43 (1946)
- チェロ協奏曲 作品71 (1953)
- オルガン協奏曲 (1970)

### 管弦楽曲
- 交響的組曲第1番 (1933)
- 交響的嬉遊曲 作品23 (1938)
- スペイン組曲 作品28
- 英雄的間奏曲 作品25
- 管弦楽のための序曲

### 室内楽曲
- 室内交響曲 作品2（英語版） (1927)
- ヴァイオリンとピアノのためのコンチェルティーノ 作品4
- ヴァイオリンとピアノのための歌 作品6A
- 八重奏曲 作品9
- 吹奏楽のためのセレナーデ 作品26
- ヴァイオリンとピアノのためのメロディ 作品35
- 弦楽四重奏のための交響曲 作品61 (1951)
- 五重奏曲 (1958)

### ピアノ曲
- 2つの小品 作品1 (1925)
- ジャズ組曲 作品5
- 大組曲 作品6 (1927)
- ２つのマズルカ・カプリス 作品44
- ２つの子どもの曲 作品46 (1946)
- ２つの小品 (1947)
- 2つのお伽話 作品51 (1948)
- 3つの叙情詩 作品80 (1957)

### 合唱曲
- 赤軍運動
- カンタータ「勝利へ」(1944)
- 児童合唱のための組曲「わが祖国」 作品50 (1948)
- 陽気なコサックの歌 作品52
- 交響曲第4番「わが祖国の栄光」 作品47 (1949)
- Everything that is Beautiful in Life, 作品54
- O You Fields, for Voice and Female Chorus, 作品56
- カンタータ「レーニン詩曲」 作品58 (1950)
- 人民の平和
- Tsimlyanskoye Sea, 作品64 (1951)
- 3つの合唱 作品66 (1952)
- Honour to the Party, after Mashistov
- The Communist, Someone Like You and Me, after Rustam
- 樺と松 作品92 (1960)
- 5つのコサックの合唱 作品93 (1961)
- 鷲の家族 作品94
- 春の日 作品95
- プーシキンに基づく5つの合唱 作品101 (1970)

### 声楽曲
- 3つのヴォカリーズ 作品3
- プーシキンの2つの叙情詩 作品22
- レヴァショフの2つのロマンス 作品48 (1948)
- モスクワ Op. 49

### 映画音楽
- The New Motherland (1932)
- Island of Doom (1933)
- A Severe Young Man (1934)
- Чапаев(Chapaev)<英語版> (1934)
- Call to Arms (1936)
- Бежин луг(Bezhin Meadow)<英語版> (1937)
- The First Horse (1941)
- Once at Night (1941)
- She Defends the Motherland (1943)
- Front (1943)
- Великий перелом(The Turning Point)<英語版> (1945)
- The Great Force (1951)
- Zvanyy Uzhin (1953)
- Partisan Children (1954)
- Unfinished Story (1956)
- Baltic Glory (1957)
- Poem of the Sea (1959)
- Повесть пламенных лет(Chronicle of Flaming Years)<英語版> (1961)
- Казаки(The Cossacks)<英語版> (1961)
- Dinner Time (1962)
- The Tale of Tsar Saltan (1966)
- Zacharovannaya desna (The Enchanted Desna)<英語版> (1968)

## 文献
- Marina Lobanowa, Artikel "Gavriil Nikolaevič Popov" in der MGG